# Coatí de nas blanc
El coatí de nas blanc (Nasua narica), anomenat localment pizote, és un mamífer carnívor de la família dels prociònids. Viu en boscos tropicals i subtropicals secs o humits del continent americà. Viu a altituds d'entre 0 i 3.500 msnm en una àrea que s'estén des del sud-oest d'Arizona i Nou Mèxic fins a l'Equador.